# Vladimir Jakovlevič Vengerov
Vladimir Jakovlevič Vengerov (Saratov, 11 gennaio 1920 – San Pietroburgo, 15 novembre 1997) è stato un regista cinematografico sovietico.

## Filmografia parziale
- Kortik (1954)
- Dva kapitana (1955)
- Gorod zažigaet ogni (1958)
- Porožnij rejs (1962)
- Rabočij posёlok (1965)
- Živoj trup (1968)
- Vtoraja vesna (1979)
- Obryv (1983)